# Марин Върбанов
Марин Върбанов е български художник по съвременен текстил.

## Биография
Роден на 20 септември 1932 г. в град Оряхово. Семейството на родителите му, Пеко и Петкана Ганекови, е преселническо – от Врабево. Запазена е родната им къща. След ранната смърт на майката детето е дадено за осиновяване на бездетно оряховско семейство. Завършва гимназия в Оряхово, която днес носи неговото име.
Професор в Художествената академия в София, основател на Катедрата по текстил и мода (1959), а по-късно гобленната секция в Университета Ню Сауд, Сидни – Австралия. Твори предимно в областта на стенния килим. Завършва Академията за приложни изкуства в Пекин, а през 1986 г. основава Институт по съвременна текстилна пластика в Китайската академия по изящно изкуство в Ханджоу - Китай. Живее и твори във Франция от 1976 до 1982 г. (сътрудничи на Пиер Карден), а през 1987 г. основава фондация „Върбанов“ в Сите дез ар. Изключително активната му творческа дейност е свързана с многобройни участия в изложби в България, Франция, Китай, САЩ, Полша, Швейцария (участия в биеналето в Лозана). Три пъти получава националната награда за изкуство. Награден е с орден „Кирил и Методий“ – ІІ степен.
Умира в Пекин на 22 юли 1989 г.

## За него
- Незабравка Иванова, Марин Върбанов 1932-1989. София: Борина, 2008, 112 с. ISBN 978-954-500-187-1